# Où vont les mots ?
Albums de Nicole Rieu
Jardins, Vol. 2 Jours de fête
Où vont les mots ? est le 17e album studio de Nicole Rieu. L'album est sorti à l'automne 2016 chez Productions Miracos.

## Liste des titres
| No  | Titre                   | Paroles     | Musique            | Durée |
| --- | ----------------------- | ----------- | ------------------ | ----- |
| 1.  | L'Indienne              | Nicole Rieu | Nicole Rieu        | 3 :43 |
| 2.  | Les chemins de halage   | Nicole Rieu | Nicole Rieu        | 3 :37 |
| 3.  | Un habitant de la Terre | Nicole Rieu | Nicole Rieu        | 4 :03 |
| 4.  | Bateau, sur l'eau...    | Nicole Rieu | Serge Sala         | 3 :55 |
| 5.  | Elle respire            | Nicole Rieu | Nicole Rieu        | 3 :31 |
| 6.  | Olympe, réveille-nous   | Nicole Rieu | Nicole Rieu        | 3 :26 |
| 7.  | Faire de moi            | Nicole Rieu | Nicole Rieu        | 3 :52 |
| 8.  | L'âge d'or              | Léo Ferré   | Léo Ferré          | 3 :07 |
| 9.  | Amère, la mer           | Nicole Rieu | Nicole Rieu        | 3 :31 |
| 10. | Vole, voyage            | Nicole Rieu | Nicole Rieu        | 2 :39 |
| 11. | Histoire banale         | Nicole Rieu | Julien Rieu de Pey | 3 :52 |
| 12. | Où vont les mots ?      | Nicole Rieu | Nicole Rieu        | 3 :43 |
| 13. | Enfants de la fratrie   | Nicole Rieu | Nicole Rieu        | 3 :11 |
| 14. | Onze janvier            | Nicole Rieu | Nicole Rieu        | 2 :54 |

## Autres informations
- Production : Productions Miracos, avec l'aide de Coline "Les Amis de Nicole Rieu"
- Musiciens : Nicole Rieu : guitare acoustique, voix, chœurs et arrangements des chœurs, Julien Rieu de Pey : basses, guitares, banjo et guitares électriques, Maël Guezel : percussions
- Arrangements musicaux, prises de son, mixages et réalisation : Julien Rieu de Pey
- Chœurs : Nicole Rieu, Julien Rieu de Pey
- Photos de Nicole Rieu : Christian Combacau

## Particularité
- Les chansons Bateau, sur l'eau..., Olympe, réveille-nous et Faire de moi sont extraites du spectacle Olympe, réveille-nous présenté avec Marie-Christine Descouard. Ce spectacle est un hommage à Olympe de Gouges, célèbre militante des Droits de l'Homme et féministe engagée avant-gardiste de la Révolution Française.